# Moskevský čas

UTC+3 Moskevský čas (MSK)

Časové zóny v Evropě
FET (MSK) (UTC+3)
EET/EEST (UTC+2)
CET/CEST (UTC+1)
GMT (UTC)

Moskevský čas (zkratkou MSK) je časové pásmo v Rusku, které pokrývá téměř celou jeho evropskou část s výjimkou Kaliningradské oblasti a sedmi federálních subjektů (Astrachaňská oblast, Samarská oblast, Udmurtsko, Uljanovská oblast, Permský kraj, Baškirsko, Orenburská oblast) mezi Volhou a Uralem. Čas je definován zákonem Ruské federace č. 248-ФЗ z 21. července 2014 jako UTC+3.
Na významné části vymezeného území čas neodpovídá místnímu střednímu slunečnímu času a předbíhá se oproti němu, a to až o 1 hodinu. Sezónní změna času není zavedena.
Na západě na něj navazuje východoevropský čas, na východě samarský a jekatěrinburský čas.

## Historie
Moskevský čas byl definován v r. 1924, kdy byl v celém Sovětském svazu zaveden pásmový čas. Sloužil k určení všech 11 časových pásem v Sovětském svazu a jeho nastavení bylo UTC+2. Přitom Moskva se svojí délkou 37°37′12″ má odpovídající střední sluneční čas UTC+2:30:28,8, tedy leží prakticky na rozhraní pásem UTC+2 a UTC+3. Dekretem Rady lidových komisařů ze dne 16. června 1930 se Moskevský čas posunul o hodinu dopředu na UTC+3. Pomineme-li periodické přechody na letní čas zavedené od r. 1981, platila tato hodnota až do 29. září 1991, kdy byla stanovena na UTC+2. Ovšem již 19. ledna 1992 byl Moskevský čas navrácen do předchozího stavu UTC+3. Přitom došlo k významným změnám hranic mezi pásmy, takže Moskevský čas začal platit na naprosté většině evropské části Ruska.
Zákonem Ruské federace č. 107-ФЗ z 3. června 2011 byl zrušen návrat z letního času, čímž byl čas trvale posunut o hodinu dopředu na UTC+4. Současný stav UTC+3 platí od října 2014 a přitom došlo ke zmenšení oblasti o Udmurtsko a Samarskou oblast. Územní rozsah se od té doby zmenšuje přechodem východně ležících oblastí na UTC+4: jde o Astrachaňskou a Uljanovskou oblast (od roku 2016) a Volgogradskou oblast (pouze v období mezi roky 2018 a 2020). V některých publikacích lze dosud nalézt nesprávnou hodnotu Moskevského času jako UTC+4.

## Přehled hodnot Moskevského času
| Platnost od | Hodnota Moskevského času (UTC) | Změna | Platnost do |
| ----------- | ------------------------------ | ----- | ----------- |
| 02.05.1924  | +2:00:00                       | -     | 21.06.1930  |
| 21.06.1930  | +3:00:00                       | +1.00 | 29.09.1991  |
| 29.09.1991  | +2:00:00                       | -1.00 | 19.01.1992  |
| 19.01.1992  | +3:00:00                       | +1.00 | 31.08.2011  |
| 31.08.2011  | +4:00:00                       | +1.00 | 26.10.2014  |
| 26.10.2014  | +3:00:00                       | -1.00 | dosud       |

## Federální subjekty s Moskevským časem
Moskevský čas platí v následujících federálních subjektech:
- Severozápadní federální okruh
  - Archangelská oblast
  - Karélie
  - Komijská republika
  - Leningradská oblast
  - Murmanská oblast
  - Něnecký autonomní okruh
  - Novgorodská oblast
  - Petrohrad
  - Pskovská oblast
  - Vologdská oblast
- Centrální federální okruh
  - Bělgorodská oblast
  - Brjanská oblast
  - Ivanovská oblast
  - Jaroslavská oblast
  - Kalužská oblast
  - Kostromská oblast
  - Kurská oblast
  - Lipecká oblast
  - Moskevská oblast
  - Moskva
  - Orelská oblast
  - Rjazaňská oblast
  - Smolenská oblast
  - Tambovská oblast
  - Tulská oblast
  - Tverská oblast
  - Vladimirská oblast
  - Voroněžská oblast
- Povolžský federální okruh:
  - Čuvašsko
  - Kirovská oblast
  - Marijsko
  - Mordvinsko
  - Nižněnovgorodská oblast
  - Penzenská oblast
  - Tatarstán
- Jižní federální okruh
  - Adygejsko
  - Kalmycko
  - Krasnodarský kraj
  - Republika Krym[p 1]
  - Rostovská oblast
  - Sevastopol[p 1]
  - Volgogradská oblast
- Severokavkazský federální okruh
  - Čečensko
  - Dagestán
  - Ingušsko
  - Kabardsko-Balkarsko
  - Karačajsko-Čerkesko
  - Severní Osetie-Alanie

## Zajímavosti

### Národní čas
Na základě vládní vyhlášky z 8. ledna 1992 č. 23 se moskevský čas používá po celém Rusku ve spojích a dopravě s výjimkou letecké, kde se od r. 1993 užívá světový čas. Přitom v Kaliningradské oblasti používaly osobní vlaky místní čas až do roku 2005.
Moskevský čas se rovněž používá u všech kosmických letů, jakož i ruských kosmických center na zemi.

### Nestandardizovaný čas
V některých sídlech úzce spjatých se železnicí se používá moskevský čas, přestože leží v jiné časové zóně. Příkladem je městys Beďauš v Čeljabinské oblasti, kde oficiálně platí MSK+2.